# Vancleave
Vancleave es un lugar designado por el censo del Condado de Jackson, Misisipi, Estados Unidos. Según el censo de 2000 tenía una población de 4.910 habitantes y una densidad de población de 43.7 hab/km².

## Demografía
Según el censo de 2000, había 4.910 personas, 1.624 hogares y 1.354 familias residiendo en la localidad. La densidad de población era de 43,7 hab./km². Había 1.764 viviendas con una densidad media de 15,7 viviendas/km². El 91,20% de los habitantes eran blancos, el 6,74% afroamericanos, el 0,57% amerindios, el 0,26% asiáticos, el 0,24% de otras razas y el 0,98% pertenecía a dos o más razas. El 0,96% de la población eran hispanos o latinos de cualquier raza.
Según el censo, de los 1.624 hogares en el 41,8% había menores de 18 años, el 68,8% pertenecía a parejas casadas, el 10,1% tenía a una mujer como cabeza de familia y el 16,6% no eran familias. El 13,6% de los hogares estaba compuesto por un único individuo y el 5,5% pertenecía a alguien mayor de 65 años viviendo solo. El tamaño promedio de los hogares era de 3,00 personas y el de las familias de 3,30.
La población estaba distribuida en un 29,6% de habitantes menores de 18 años, un 8,2% entre 18 y 24 años, un 29,9% de 25 a 44, un 23,0% de 45 a 64 y un 9,3% de 65 años o mayores. La media de edad era 34 años. Por cada 100 mujeres había 104,9 hombres. Por cada 100 mujeres de 18 años o más, había 102,3 hombres.
Los ingresos medios por hogar en la localidad eran de 39.034 dólares ($) y los ingresos medios por familia eran 41.426 $. Los hombres tenían unos ingresos medios de 36.135 $ frente a los 21.078 $ para las mujeres. La renta per cápita para la ciudad era de 14.349 $. El 13,9% de la población y el 9,6% de las familias estaban por debajo del umbral de pobreza. El 19,8% de los menores de 18 años y el 12,2% de los habitantes de 65 años o más vivían por debajo del umbral de pobreza.

## Geografía
Según la Oficina del Censo de los Estados Unidos, Vancleave tiene un área total de 114,2 km² de los cuales 112,4 km² corresponden a tierra firme y 1,8 km² a agua. El porcentaje total de superficie con agua es 1,61%.